# Preixens
Preixens és un municipi de la comarca de la Noguera a la vall del Sió, un afluent del Segre. El 2020 tenia 418 habitants.

## Història
El poble es va desenvolupar a l'entorn d'un castell islàmic. El lloc va ser conquerit per Ermengol IV el 1070). Els primers repobladors i senyors sembla que eren vinculats a la casa d'Anglesola; un d'aquells donà origen a la família de cognom Perexens o Prexens. El 1381 el lloc era de Joan de Montcada i pertanyia a la Vegueria d'Agramunt. El 1831 la senyoria pertanyia als Biure.

## Geografia
- Llista de topònims de Preixens (Orografia: muntanyes, serres, collades, indrets..; hidrografia: rius, fonts...; edificis: cases, masies, esglésies, etc).

## Demografia
| Entitat de població | Habitants (2023) |
| Preixens            | 196              |
| Pradell             | 126              |
| les Ventoses        | 99               |
| Font: Idescat       |                  |

| 1497 f | 1515 f | 1553 f | 1717 | 1787 | 1857 | 1877 | 1887  | 1900 | 1910 |
| ------ | ------ | ------ | ---- | ---- | ---- | ---- | ----- | ---- | ---- |
| 25     | 20     | 42     | 177  | 228  | 919  | 953  | 1.015 | 906  | 996  |

| 1920  | 1930  | 1940  | 1950 | 1960  | 1970 | 1981 | 1990 | 1992 | 1994 |
| ----- | ----- | ----- | ---- | ----- | ---- | ---- | ---- | ---- | ---- |
| 1.313 | 1.089 | 1.264 | 971  | 1.033 | 967  | 580  | 607  | 548  | 548  |

| 1996 | 1998 | 2000 | 2002 | 2004 | 2006 | 2008 | 2010 | 2012 | 2014 |
| ---- | ---- | ---- | ---- | ---- | ---- | ---- | ---- | ---- | ---- |
| 521  | 518  | 523  | 526  | 509  | 514  | 505  | 478  | 471  | 450  |

| 2016 | 2018 | 2020 | 2022 | 2024 | 2026 | 2028 | 2030 | 2032 | 2034 |
| ---- | ---- | ---- | ---- | ---- | ---- | ---- | ---- | ---- | ---- |
| 448  | 428  | 418  | 422  | 392  | -    | -    | -    | -    | -    |

## Monuments
- La muralla de les Ventoses
- Església de Sant Pere de les Ventoses
- Església de la Mare de Déu de l'Assumpció de Pradell
- Església de Sant Pere de Preixens

## Entitats
- La Terrasseta de Preixens, grup de rumba catalana